# Перехідний стан

Енергетична діаграма реакції бімолекулярного нуклеофільного заміщення (S_{N}2) між бромометаном та гідроксид-іоном

Перехідний стан (англ. transition state, нім. Übergangszustand m, рос. переходное состояние) — проміжний стан у ході хімічної реакції, при якому атоми приймають певну конфігурацію вздовж координати реакції. Іншими словами, перехідний стан — це стан хімічної системи проміжний між вихідними речовинами (реагентами) та продуктами реакції.

## Загальний опис
Перехідний стан добре ілюструє активований комплекс — ансамбль атомів, структура якого відповідає на поверхні
потенціальної енергії реакції безконечно малій ділянці на
самій сідловині, де нові зв'язки вже частково утворились, а
відповідні старі — частково розірвались.
Перехідний стан відповідає найвищій енергії вздовж даної координати реакції (хоча і не обов'язково найвищій енергії на поверхні потенціальної енергії). При цьому приймається припущення про ідеальну необоротність реакції, при якій система, що прийшла з конфігурації реагентів у перехідний стан більше не вертається до вихідних речовин, а перетворюється лише в продукти.
Для прикладу нижче показане утворення перехідного стану під час SN2 реакції бромометану з гідроксид-іоном.

## Історичний екскурс
Концепція перехідного стану є важливою в багатьох теоріях швидкості хімічної реакції. Свій початок ця концепція бере з теорії перехідного стану (що також називається теорією активованого комплексу), яка вперше була розроблена в 1935 році та призвела до появи основних концепцій у хімічній кінетиці, що використовуються і дотепер.

## Пояснення
Зіткнення між молекулами реагентів можуть як призвести так і не призвести до вдалого перебігу хімічної реакції. Результат зіткнення залежить від багатьох факторів, таких як відносна кінетична енергія, відносна орієнтація та внутрішня енергія молекул, що реагують.
Навіть якщо зіткнення реагентів й призводить до утворення активованого комплексу, це не обов'язково призводить до утворення продуктів реакції. Навпаки, активований комплекс може зруйнуватися до вихідних реагентів.

## Спостереження перехідного стану
Згідно з правилами квантової механіки, перехідний стан не може бути захоплений. Його не можна також безпосередньо спостерігати. Це результат того, що заселення (статистична ймовірність існування) в цій точці нульове. Все ж, вміло застосовані спектроскопічні методи дозволяють наблизитися до мети спостереження перехідного стану. Оскільки успіх обмежується масштабом часу методу, була розроблена спеціально для цієї мети фемтохімічна ІЧ спектроскопія. Ця спектроскопія дозволила знімати дані молекулярної структури надзвичайно близько до перехідної точки. Ще однією проблемою при застосуванні цього методу є те, що вздовж координати реакції часто існують реакційні інтермедіати, що знаходяться не набагато нижче за енергією від перехідного стану. Як наслідок, тоді важко визначити різницю між перехідним станом та реакційним інтермедіатом.

## Знаходження перехідного стану методами комп'ютерної хімії
Структури перехідних станів можуть бути визначенні пошуком сідлових точок першого порядку на поверхні потенціальної енергії (ППЕ). Сідлова точка n-го порядку — це така точка на ППЕ, що є максимумом в n вимірах, але в усіх інших вона є мінімумом.
Багато які методи квантової хімії (DFT, MP2, …) можуть використовуватися для знаходження перехідного стану. Але слід брати до уваги, що в багатьох перехідних станах зустрічаються суттєво подовжені зв'язки, тобто цілком або частково розірвані; для таких зв'язків згадані методи не можна використовувати як чорний ящик, так можна лише суттєво більш витратні багатодетермінантні (CI, MCSCF тощо). Саме тому пошук перехідного стану часто є складною задачею і не існує жодного методу, щоби гарантував знаходження вірного (шуканого) перехідного стану. Існує багато різноманітних методів пошуку перехідного стану, різні квантово-хімічні програмні пакети включають різні методи. Багато методів пошуку перехідного стану мають на меті також знаходження шлях найменшої енергії шляху найменшої енергії (ШНЕ) вздовж поверхні потенціальної енергії. Кожен з методів має свої переваги та недоліки, залежно від конкретної модельованої реакції.

## Постулат Хеммонда
Відповідно до постулату Хеммонда структура перехідного стану більше схожа на структуру продуктів чи вихідних речовин у залежності від того, що з них ближче за вільною енергією Гіббса до перехідного стану. Іншими словами, перехідний стан має більш схожу структуру до тієї речовини, у якої вища вільна енергія (енергія Гіббса).
Перехідний стан, що структурно ближчий до реагентів називається раннім, у протилежному випадку — пізнім. Як наслідок, постулат Хеммонда передбачає утворення пізнього перехідного стану в ендотермічних, а раннього — в екзотермічних реакціях. Безрозмірна координата реакції, що є мірою пізності перехідного стану, може бути використана для перевірки виконання постулату Хеммонда для конкретної реакції.

## Принцип структурної відповідності
Згідно з принципом структурної відповідності, структурні зміни, що мають місце вздовж координати реакції, можуть відобразитися навіть в основному стані у вигляді відхилень довжин зв'язків та кутів від нормальних значень у напрямку координати реакції. Відповідно до цього принципу, якщо в перехідному стані певна довжина зв'язку подовжена, то вона має бути подовженою й в основному стані в порівняні з іншою сполукою, що не переходить в аналогічний перехідний стан. Як приклад до цього принципу можна навести дві біциклічні сполуки, наведені нижче. Так, зліва наведений біцикло[2.2.2]октен при 200 °C втрачає етен (реакція ретро-Дільса-Альдера), тобто зв'язок показаний стрілкою в продукті реакції подвійний.
У той же час, наведена справа сполука не здатна розкладатися за цією реакцією внаслідок відсутності подвійного зв'язку. Згідно з принципом структурної відповідності можна очікувати, що в біциклічній сполуці зліва, містковий зв'язок вуглець-вуглець має бути коротший ніж у біциклічній сполуці справа, оскільки при наближенні до перехідного стану цей зв'язок набуває характеру подвійного зв'язку. І дійсно, це передбачення підтвердилося рентгеноструктурним аналізом.

## Варіаційна теорія перехідного стану
Одна з модифікацій загальновідомої теорії перехідного стану,
в якій розташування поверхні поділу на поверхні потенціальної енергії не є постійним. Швидкість розраховують при різних положеннях поверхні поділу, а найменша з розрахованих
швидкостей вважається найближчою до істинної.

### Варіаційна мікроканонічна теорія перехідного стану
Удосконалена теорія перехідного стану, в якій поверхня
поділу змінюється так, щоби швидкість, розрахована для даної
енергії, була мінімальною. Інтегрування виразу для швидкості
по всіх енергіях, з врахуванням розподілу швидкостей, дає
канонічну чи теплову швидкість.